# Chris Thomas (productor discográfico)
Christopher P. "Chris" Thomas (Brentford, Middlesex, 13 de enero de 1947) es un productor discográfico británico. A lo largo de su carrera profesional ha trabajado con artistas como The Beatles, Pink Floyd, Queen, Sex Pistols, Roxy Music, Badfinger, Elton John, Paul McCartney, Pete Townshend, INXS, Pulp, The Pretenders y U2.

## Biografía

### Inicios
Chris Thomas nació en Brentford, en el área metropolitana de Londres, en 1947. Desde niño sintió inquietudes musicales, aprendió a tocar el violín y el piano y en su adolescencia llegó a tocar el bajo en algunas bandas pop londinenses. En esta época, llegó incluso a rechazar la oportunidad de tocar con Jimi Hendrix y Mitch Mitchell, poco antes de que Hendrix saltara a la fama. Sin embargo, tras varios años de actividad, Thomas decidió que tenía poco interés en hacer carrera como músico profesional. En una entrevista en 1998, declaró: "Me di cuenta de que estando en una banda dependías de otras personas, y también sabía que si alguna vez hubiera tenido éxito en una banda, me hubiera gustado el trabajo en el estudio de grabación pero no tocar en vivo."
Decidido a entrar en el mundo de la producción, Thomas escribió al productor de The Beatles, George Martin en busca de trabajo y en 1967 fue empleado como asistente en Associated Independent Recording, una compañía de producción independiente que había sido fundada por Martin y otros tres productores de EMI. A Thomas se le permitió asistir a las sesiones de grabación de The Hollies y, en 1968, a las del White Album de The Beatles. A mitad de las sesiones, Martin decidió tomarse unas vacaciones y propuso que Thomas asumiera sus deberes como productor. En el libro "The Beatles: Recording Sessions" el propio Chris Thomas recuerda que "Acababa de regresar de mis vacaciones, y cuando entré había una pequeña carta en el escritorio que decía:" Querido Chris: Espero que hayas tenido unas buenas  vacaciones. Ahora me toca disfrutar mi tiempo de descanso. Póngase a disposición de The Beatles". Thomas produjo "Helter Skelter", "Birthday" y "Happiness is a Warm Gun" y tocó el teclado en "The Continuing Story of Bungalow Bill", piano en "Long, Long, Long" y "Savoy Truffle", y el clavicémbalo en "Piggies".

### Años 1970
A finales de 1968, produjo su primer álbum, The Climax Chicago Blues Band para Climax Blues Band. Aunque la primera banda con la que Thomas disfrutó de una relación de trabajo estable fue con Procol Harum, para quienes produjo los álbumes Home, Broken Barricades y Procol Harum Live: In Concert with the Edmonton Symphony Orchestra a comienzos de los años 1970. En 1972 viajó a Los Ángeles donde conoció a John Cale, para quien produjo Paris 1919. Durante las sesiones de grabación con Procol Harum, Thomas conoció al cantante Bryan Ferry, líder de Roxy Music que le pidió que produjera el segundo álbum de la banda, For Your Pleasure. La relación con Roxy Music se prolongó varios años más dando inicio a una colaboración que continuó con los siguientes cuatro álbumes; Stranded, Country Life, Siren y Viva!.
En 1973 asumió la tarea de mezclar el álbum The Dark Side of the Moon de Pink Floyd. En una entrevista en febrero de 1993, el guitarrista David Gilmour describió como Thomas tuvo que adoptar el papel de árbitro entre él y el bajista Roger Waters, afirmando que "discutíamos tanto que se sugirió que obtuviéramos una tercera opinión". En un principio la banda iba a dejar que Chris Thomas y el ingeniero de sonido Alan Parsons hicieran las mezclas solos, pero según relata Gilmour "el primer día me enteré de que Roger se había infiltrado en el estudio, así que el segundo día me metí allí y a partir de entonces, ambos nos sentamos justo en el hombro de Chris, interfiriendo. Pero afortunadamente, Chris era más comprensivo con mi punto de vista que con Roger". La intervención de Thomas dejó totalmente satisfechos a ambos músicos con el resultado final. Thomas fue responsable de varios cambios significativos en el álbum, incluyendo el eco usado en "Us and Them".
A finales de 1973, Pete Ham y Tom Evans, líderes de la banda de power pop Badfinger pidieron ayuda a Thomas para finalizar la producción de su álbum Ass, que habían empezado a producir ellos mismos. El año siguiente Thomas continuó trabajando con la banda y se hizo cargo de la producción de los álbumes Badfinger y Wish You Were Here. A finales de 1976, Thomas recibió la llamada de Malcolm McLaren, mánager de Sex Pistols. Ambos se conocían ya que Thomas era cliente de "SEX", la boutique de moda de McLaren. Sex Pistols habían comenzado a grabar el álbum Never Mind the Bollocks, Here's the Sex Pistols en octubre pero la producción no había dejado satisfecho a McLaren, por lo que contrató a Thomas y al ingeniero de sonido Bill Price. En marzo de 1977 se renudaron las sesiones de grabación donde se doblaron las guitarras y se ralentizó el ritmo.

### Años 1980
A comienzos de la década de 1980, Thomas produjo los tres primeros álbumes de la banda de New Wave angloestadounidense The Pretenders. El álbum de debut fue lanzado en enero de 1980 por Sire Records con un enorme éxito de crítica y de ventas, tanto en el Reino Unido como en los Estados Unidos. Colaboró también con el guitarrista de The Who, Pete Townshend produciendo varios de sus álbumes en solitario.
Los principales éxitos de esta década llegarían de la mano de Elton John y de la banda de rock australiana INXS. Con Elton John trabajó en los álbumes The Fox (1981), Jump Up! (1982), Too Low for Zero (1983), Breaking Hearts (1984), Reg Strikes Back (1988), Sleeping with the Past (1989), The One (1992) y The Big Picture (1997), produciendo éxitos como "Blue Eyes", "I'm Still Standing", "I Guess That's Why They Call It the Blues", "Sacrifice", "Can You Feel the Love Tonight" y "Circle of Life". Con los australianos INXS trabajó en la producción de los tres álbumes de mayor éxito de la banda Listen Like Thieves (1985), Kick (1987), hasta el año 2012, es el disco más vendido de la banda, con más de 14 millones de copias y X (1990). 

### Años 1990 y posteriores
Durante los años 1990 trabajo con Pulp, para los que produjo los álbumes Different Class y This Is Hardcore cosechando un enorme éxito con el sencillo "Common People" en 1995.  En 2004 fue contratado por U2 para producir su álbum How to Dismantle an Atomic Bomb. Tras nueve meses de trabajo con la banda y con el álbum prácticamente terminado, el resultado no satisfizo a los irlandeses, que recurrieron a su viejo conocido Steve Lillywhite, para finalizar el trabajo de Thomas.
En 2012 trabajó en la remasterización del álbum Never Mind the Bollocks, Here's the Sex Pistols con motivo el 35 aniversario de su publicación. En 2013 produjo el álbum debut de la banda de rock irlandesa The Strypes.